# بايك جين كوك
بايك جين كوك (من مواليد 31 ديسمبر 1976) هو مصارع كوري جنوبي سابق شارك في دورة الألعاب الأولمبية الصيفية 2004.

## روابط خارجية
- بايك جين كوك على موقع قاعدة بيانات المصارعة الدولية (الإنجليزية)
- بايك جين كوك على موقع اللجنة الأولمبية الدولية (الإنجليزية)
- بايك جين كوك على موقع أوليمبيديا (الإنجليزية)